# Adrián Carvajal
Adrián Carvajal (Tampico, Tamaulipas, Mexikó 1982. február 10. –) mexikói színész és énekes.

## Élete és pályafutása
1982. február 10-én született Tampicóban José Carvajal és Amor Fuentes gyermekeként. Két testvére van: Francisco és Daniel. 2002-ben a TV Azteca tehetségkutató műsorának 2. évadában, a La Academiában mutatkozott be, ahol 6. helyezett lett. 2003-ban szerepet kapott a Dos chicos de cuidado en la ciudad című telenovellában. 2007-ben Miamiba költözött, hogy a Venevisiónnál dolgozzon.  Az Amor compradóban Ricky Gómezt alakította.

## Szerepei

### Televízió
| Év        | Eredeti Cím                        | Cím           | Szerep                    | Stúdió                 |
| --------- | ---------------------------------- | ------------- | ------------------------- | ---------------------- |
| 2003-2004 | Dos chicos de cuidado en la ciudad |               |                           | TV Azteca              |
| 2004-2005 | La vida es una canción             |               |                           | TV Azteca              |
| 2004-2005 | Lo que callamos las mujeres        |               |                           | TV Azteca              |
| 2007-2008 | Amor comprado                      |               | Ricardo 'Ricky' Gómez     | Venevision             |
| 2010      | Perro amor                         |               | Alejandro 'Alejo' Santana | Telemundo              |
| 2010      | El fantasma de Elena               |               | Benjamín Girón            | Telemundo              |
| 2011-2012 | Corazón apasionado                 | Csók és csata | David Campos Miranda      | Venevision             |
| 2012      | El Talismán                        | Talizmán      | Ángel Espinoza            | Univision - Venevision |
| 2013      | Marido en alquiler                 |               | Daniel                    | Telemundo - TV Globo   |
| 2014      | En otra piel                       |               | Ernesto Fonsi             | Telemundo              |
| 2016      | Eva la trailera                    |               | J.J Juárez                |                        |
| 2017      | Mariposa de barrio                 |               | Pete rivera               |                        |

### Film
- Pecados de una Profesora (2008) … Bruno Soto